# Quast (Berg)
Der Quast, auch Quastholle genannt, ist ein 392,1 m ü. NHN hoher Berg beim Diemelstädter Stadtteil Rhoden im nordhessischen Landkreis Waldeck-Frankenberg.
Früher befand sich auf dem Quast die Raketenstellung 62A HAWK; heute befindet sich dort die Aussichtskanzel Quastholle. Auf dem Berg findet alljährlich das Drachenfest statt.

## Geographie

### Lage
Der Quast liegt zwischen den Diemelstädter Stadtteilen Rhoden im Südwesten, Wethen im Osten und Wrexen im Nordwesten. Nach Nordosten leitet die Landschaft zum Gaulskopf (347,2 m) über, der sich im nordrhein-westfälischen Kreis Höxter im Naturpark Teutoburger Wald / Eggegebirge befindet; die Landes- und zugleich Naturparkgrenze ist 1,3 km entfernt.

### Naturräumliche Zuordnung
Der Quast gehört in der naturräumlichen Haupteinheitengruppe Westhessisches Bergland (Nr. 34), in der Haupteinheit Ostwaldecker Randsenken (341) und in der Untereinheit Rhoder Senken (341.1) zum Naturraum Quast und Eichholz (341.13). Die Landschaft fällt nach Osten in den Naturraum Volkmarser Graben (341.14) und nach Westen in den Naturraum Rhoder Grund (341.12) ab.

## Schutzgebiete und Natur
Mit Ausnahme der gipfelnahen Hochlagen reichen auf den Quast Teile des Fauna-Flora-Habitat-Gebiets Quast bei Diemelstadt-Rhoden (FFH-Nr. 4420-304; 3,0234 km²). Die in dem FFH-Gebiet gelegenen Berghänge sind mit einem Waldmeister-Buchenwald bewachsen. Auf dem unterhalb anschließenden Kalkmagerrasen ist eine „Orchideenfülle“ zu finden. Im Norden schließt sich an den Quast auf Warburger Gebiet der Asseler Wald an, der nördlich von der Diemel passiert wird.
Der Muschelkalkrücken mit seinen Fossilien gehört zur Nordwaldecker Teilregion des Geoparks Grenzwelten, zu dem unter anderem auch die Wüstung Alt-Rhoden gehört.

## Nutzung
Ab 1967 wurde von den belgischen Streitkräften auf dem Quast die Raketenstellung 62A HAWK für die Flugabwehr betrieben, die in den 1990er Jahren von der Bundeswehr zuerst abgelöst und dann 2002 aufgegeben wurde. Die asphaltierten Flächen und offenen Weiden mit einem Bauernhof sind geblieben. Nach Zugänglichmachung des Gebiets wurde auf dem ehemaligen Radarhügel eine Erhöhung von 5 m aufgeschüttet, auf der im Frühjahr 2006 die Aussichtskanzel Panoramablick Quastholle angelegt wurde. Der Quast ist das westliche Ende des 2020 angelegten Diemeltaler Schmetterlingssteigs. Dieser vernetzt auf 152 Kilometer 20 Kalkmagerrasen.
Auf dem Quast findet seit 2006 bis letztmalig 2025 alljährlich das Drachenfest statt, ein Live-Rollenspiel mit bis zu 5000 Teilnehmern.

## Verkehr
Über den Südwesthang des Quast führt die Bundesautobahn 44 mit dem Parkplatz Am Quast und der nahen Anschlussstelle Diemelstadt. Diese unterquert die westlich des Berges angelegte Bundesstraße 252, die von Rhoden nach Scherfede verläuft. Über den Südosthang führt die Kreisstraße 1 zwischen Rhoden und Wethen. Neben der über die A 44 führenden Brücke der K 1 zweigt ein Fahrweg ab, der zu einem auf dem Südhang am Waldrand liegenden Parkplatz verläuft, von dem aus man auf den Berg gehen kann.